# Kazimierz Hulewicz
Kazimierz Hulewicz (ur. 1864 w Hulejówce na Wołyniu, zm. 1939 w Nicei) – polski pisarz, dyrektor teatru (wiceprezes WTR w latach 1910–1915).

## Życiorys
Pochodził z rodziny ziemiańskiej, kształcił się we Francji w kolegium Ferney-Voltaire, następnie ukończył szkołę wojenną morską w Petersburgu. Służył jako oficer w marynarce rosyjskiej. Zaprzyjaźnił się z W. Ks. Cyrylem, bratem stryjecznym Mikołaja II. Po przejściu do rezerwy przez 12 lat gospodarował w Januszpolu na Wołyniu.
Następnie przez blisko 20 lat przebywał w Paryżu prowadząc działalność literacką. Pisując stale w prasie literackiej francuskiej (L'Illustration i Le Temps) przyczynił się do spopularyzowania we Francji pisarstwa Henryka Sienkiewicza. W 1891 wydał zbiór poezji Suprême folie, a później Paradoxal (1895) i Passionel (1899), którymi wykazał głęboką znajomość języka i kultury francuskiej.
Po przyjeździe w 1910 do Warszawy został mianowany wiceprezesem WTR. Wykorzystując swoje stosunki w sferach dworskich wywalczył w Komitecie Cenzury i Kancelarii Generał-gubernatora zgodę na wystawianie polskich sztuk teatralnych, m.in. dwóch części trylogii Zygmunt August Lucjana Rydla w 1914 i Wesela Stanisława Wyspiańskiego w 1915. Dopomógł też w początkowym okresie kariery Poli Negri. Zajął się jej wykształceniem, umieścił w teatrze, a gdy się okazało, że jej atrakcyjność polega na wspaniałej mimice, skierował do filmu i umożliwił dzięki swym europejskim stosunkom, dostanie się do wielkich wytwórni filmowych. W grudniu 1914 do funkcji wiceprezesa WTR dodano mu dyrektorstwo ówczesnego warszawskiego Teatru Rozmaitości.
W tym samym czasie, pod pseudonimem Nowina działał jako dramatopisarz. W 1911 odbyła się premiera jego wierszowanego dramatu Odwieczna męka. Razem z Marianem Tatarkiewiczem napisał 4 sztuki: Wcielenie Afry, Zjazd koleżeński, Komendant Thurm i Szukajmy Murzyna.
W latach 1916–1918 był chargé d’affaires rządu rosyjskiego przy Watykanie. W 1918 osiadł we Francji.